# Droga wojewódzka 831
Die Droga wojewódzka 831 (DW 831) ist eine einen Kilometer lange Droga wojewódzka (Woiwodschaftsstraße) in der polnischen Woiwodschaft Lublin, die den Bahnhof Dęblin in Dęblin mit der Droga wojewódzka 801 verbindet. Die Strecke liegt im Powiat Rycki.

## Streckenverlauf
Woiwodschaft Lublin, Powiat Rycki
-  Dęblin (Demblin) (DK 48, DW 801)